# L (televíziós sorozat)
Az L (eredeti cím: The L Word) amerikai televíziós sorozat, melyet a Showtime készített. A Los Angeles-i leszbikus és biszexuális nők, azok családjának és szerelmeinek életét mutatja be. A sorozat 2004-2009 között futott. Magyarországon a Cool TV mutatta be.

## Forgatás
A pilot epizód premierje 2004. január 18-án volt. Az öt éven át futó sorozat utolsó epizódját 2009. március 8-án vetítették. Az Egyesült Államokon kívül a sorozatot az MGM Worldwide Television forgalmazza. A sorozatot Vancouverben (Brit Columbia), a Coast Mountain Films Studióban forgatták, amely korábban Dufferin Gate Studios Vancouver néven volt ismert.

## Szereplők
- Jenny Schechter: Mia Kirshner

Jenny írónő, másodállásban pedig pénztáros, aki az első részben költözik párjához, Timhez Los Angeles-be. A fiú Tina és Bette szomszédja, akik egy leszbikus párt alkotnak, így a lány bekerül egy általa még sosem látott világba. Megismerkedik Marinával aki látszólag egy jól menő kávéház "tulajdonosa". Titkos viszonyt folytatnak, ami miatt teljesen összezavarodik. Nem biztos érzelmeiben, csapong. Bár Tim eljegyzi, a lány egyáltalán nem biztos az iránta érzett érzelmeiben. Jenny igazán művészi. Egyszerűen csodálatos. Érzéki és tiszta, mégis vad és mocskos. Szinte minden idejét az irodalomnak szenteli, és Marinával egy könyvklubban is tevékenykednek. A Marinaval folytatott viszony, a lebukás után Tim azonnal feleségül veszi, mégsem marad a lánnyal. Visszakönyörgi magát Marinánál és Tim-nél is. Végül Tim befogadja, így nála lakik. Az első szezon utolsó részeiben szexuálisan csapong. Az utolsó részben mégis kap egy szerelmes üzenetet, de Jenny most már nem bevehető Marina számára. 
- Tim Haspel: Eric Maibus

Jenny párja, úszóedző. Jóképű, sármos férfi, aki az úszólányok álma. Sokat törődik Jenny-vel, amikor megérkezik a lány egy külön kis termet, dolgozószobát is kialakít neki a házukban. Párját sokszor furcsának találja, és nem is érti, mivel mit sem sejt Jenny és Marina titkos románcáról. Mindezek ellenére odaadó, és intelligens ember. Jenny-ben látja élete párját, így egy véletlen folytán -mikor is meglátja szerelmét Marinával- teljesen felfordul vele a világ. Trish-el, egy diákjával kezd randizni, amit Jenny igyekezik megakadályozni. Teljesen kiborul, mikor meglátja feleségét egy nővel csókolózni és szeretkezni. Javasolja, hogy váljanak el, de nyilvánvaló, hogy még mindig szereti a lányt. Nem tudja feldolgozni barátnője másságát, és sok esetben saját magában keresni erre a választ. 
- Marina Ferrer: Karina Lombard

Marina egy kávéház tulajdonosa Los Angeles belvárosában. A Planet bár barátai kedvenc találkahelye. Karakteres személyiség, és nagyon erős kisugárzással rendelkezik. Jenny-vel egy olvasókörben is aktívan részt vesznek. Nagyon sokat olvas és az irodalom elválaszthatatlan része az életének. Amikor Jenny felbukkan az életében, Marina teljesen elvakult lesz, és mindenáron a lányt akarja meghódítani. Hideg, kissé távolságtartó, mégis vonzza a tekinteteket és csábos pillantásaival bárkit képes levenni a lábáról. Kiderül nemsokára, hogy Marina valójában nem is az az eltökélt, céltudatos nő. Sokkal inkább egy kitartott személy, aki rendkívül labilis. Szinte sakkban tartja Francesca, a nő gazdag és tehetős barátnője, de Marina próbál tenni ellene. 
- Alice Pieszecki: Leisha Hailey

Egy jól menő magazinnál dolgozik mint újságíró. Biszexuálisnak vallja magát. Szinte már megrögzött mátrix-kapcsolatrendszer kutató. Szeretne is ezzel a témával foglalkozni, az újságnál azonban mindezt nem díjazzák. Otthonában egy hatalmas táblán vezeti a kapcsolatokat, sőt még az internetre is felteszi, hogy a rendszer még teljesebbé válhasson. Rengeteg időt tölt barátaival, és a bulikat sem veti meg. Nagyon laza, humoros és intelligens, mégis egyfajta naivitás is fellelhető benne. Egy volt exével kapcsolatban is teljesen elveszíti a fejét, pedig Shane többször is figyelmezteti. Az édesanyja liberális gondolkodása Alice-re is jellemző. Az ideális férfi, vagy a leszbikus nő keresése közben mégis egy átlagosnak korántsem mondható személlyel kezd kapcsolatot. Amikor ezt lezárja, rájön, hogy a boldogság végig ott volt mellette a legjobb barátnője személyében. 
- Shane McCutheon: Katherine Moennig

Shane, aki maga is egy stílus. Foglalkozását tekintve fodrász, a los angeles-i meleg lányok álma. Szinte mindenkit megkap akit csak szeretne. Flegma, és a lányokat szinte csak szórakozásnak "használja". Rengeteg kapcsolata volt, a matrixon is ő a fő gócpont. Szókimondó, szexcentrikus mégis lehet rá számítani. A bulik nélkül számára nem élet az élet. Az egyik ex barátnője azonban beárnyékolja a liliomtipró jövendőbeli sorsát, ugyanis ahol csak teheti rossz színben tünteti fel és megalázza. Az érzéketlen Shane mégis sikeresen beleszeret egy férjes asszonyba. A pénz és a csillogás egy karnyújtásnyira van tőle, mégsem sikerül elérnie a boldogságot és minden összeomlik körülötte. 
- Bette Porter: Jennifer Beals

Bette, Kit Porter féltestvére. A Művészeti Központ igazgatója. Párja Tina, akivel már több mint 7 éve együtt van. Közös családot, gyermeket szeretnének. Komoly nő, aki nagyon ragaszkodik az elveihez. Egy kiállítása kapcsán kemény küzdelmet folytat, és többszörös megaláztatás ellenére is próbál a helyzet ura maradni, sajnos mégsem sikerül neki mindez. Tina-val családsegítő terápiára járnak, ahol szintén konfliktusba bonyolódik egy fekete nővel. Általa ismerkedik meg Candace-vel is, akit nemsokára alkalmaz. Egy rossz időszakában meginog és hűtlen lesz Tina-hoz. Párja rájön, hogy megcsalja Bette. A kisbabájuk elvesztése után, barátnője is elhagyja. 
- Tina Kennard: Laurel Holloman

Tina Kennard, Bette Porter kedvese. Fejlesztési igazgató -volt-, most azonban eltökélt célja, hogy mesterséges úton teherbe essen, és Bette-el együtt nevelhessék fel gyermeküket. Eleinte problémáik adódnak abból, hogy nem találják meg a megfelelő donort, Bette azonban sikeresen összehoz egy művész "adakozót" aki hajlandó segíteni nekik. Tina ódzkodik a fekete donortól, átgondolva viszont abszolút biztos, hogy ilyen formában szeretne gyermeket vállalni. Társasági életet él, de nem túlzottan központi személyiség. Segítőkész, fontosak a barátai. Terhessége sikeressége után szervezete kilöki a magzatot, és elvetél. Barátnője megcsalja és Alice-hez megy ideiglenes otthon reményében. 
- Kit Porter: Pam Grier

Kit Porter, Bette nővére, féltestvére. Súlyos lelki és alkohol problémákkal küzd. Zenész. Nagyon szeretne húgával kibékülni, próbálkozásai azonban rendre kudarcot vallanak. A sorozatos próbálkozások idővel mégis eredményt hoznak. Zenélésből próbál anyagi javakhoz jutni, és fiával is majdnem sikerül az egymásra találásuk. Egy est alkalmával megismerkedik Ivan-nel, és ezt követően ideje nagy részét vele tölti. Mivel Ivan férfi ruhákba bújva próbálja meg meghódítani Kit-et, a nő érdekes szituációkba keveredik. 
- Dana Fairbanks: Erin Daniels

Híres teniszező, retteg attól, hogy rájönnek másságára, ezért amikor csak teheti titkolja, hogy leszbikus. Kevés kapcsolata volt, így rendkívül bizonytalan és félénk. Egyfajta kettősség jellemzi. A sportolói karrierje, és a homoszexualitása, amit képtelen összeegyeztetni. Az intellektuális dolgok kevésbé érdeklik. Alice-al közel állnak egymáshoz. Jószívű, de kicsit pesszimista. Az első szezon elején összehozza a sors a sport club-ja éttermében dolgozó kiskuktával. Az önfelvállalásból pedig még sok problémája adódik. Családjának egy reklám kapcsán beszél először másságáról. A prospektus mégis áttörő sikert hoz, és nemsokára egy fontos díj is markát üti. A díjjal együtt azonban más is jár, ami korántsem nevezhető főnyereménynek

## Epizódok
| Évad | Évad | Epizódok | Eredeti sugárzás  | Eredeti sugárzás  | Eredeti adó |
| Évad | Évad | Epizódok | Évadpremier       | Évadfinálé        | Eredeti adó |
| ---- | ---- | -------- | ----------------- | ----------------- | ----------- |
|      | 1    | 14       | 2004. január 18.  | 2004. április 11. | Showtime    |
|      | 2    | 13       | 2005. február 20. | 2005. május 15.   | Showtime    |
|      | 3    | 12       | 2006. január 8.   | 2006. március 26. | Showtime    |
|      | 4    | 12       | 2007. január 7.   | 2007. március 25. | Showtime    |
|      | 5    | 12       | 2008. január 6.   | 2008. március 23. | Showtime    |
|      | 6    | 8        | 2009. január 18.  | 2009. március 8.  | Showtime    |

## Külső hivatkozások
- Hivatalos oldal
- L a PORT.hu-n (magyarul)
- L az Internet Movie Database-ben (angolul)
- L a Rotten Tomatoeson (angolul)
- L a Box Office Mojón (angolul)